# إرنست غرانت
إرنست غرانت (بالإنجليزية: Ernest Grant)‏ هو لاعب كرة قدم أمريكية أمريكي، ولد في 17 مايو 1976 في أتلانتا في الولايات المتحدة.

## وصلات خارجية
- إرنست غرانت على موقع مرجع كرة القدم المحترفة.كوم (الإنجليزية)